# Pouni (Burkina Faso)
Pour les articles homonymes, voir Pouni.
Pouni est une commune rurale du département et la commune rurale de Pouni, dont il est le chef-lieu, située dans la province du Sanguié et la région du Centre-Ouest au Burkina Faso.

## Démographie
| 2003  | 2006  | 2012                  |
| ----- | ----- | --------------------- |
| 1 679 | 1 702 | 1702[réf. nécessaire] |

## Éducation et santé
Pouni accueille un centre de santé et de promotion sociale (CSPS) tandis que le centre médical avec antenne chirurgicale (CMA) se trouve à Réo.

## Culture
La commune de Pouni organise chaque année depuis 2011, à l'instigation de Bouma Ernest Nébié, le Festival de danses traditionnelles Awna de Pouni (FESDTAP) pour la sauvegarde des pas de danse gourounsi pratiquée dans une vingtaine de villages de la région de Sanguié.